# رؤيس
الرؤيس (الاسم العلمي: Capitellum)، جنس سحالي من فصيلة السقنقورية. كانت تُصنف أنواعه في السابق ضمن جنس الحكأة.

## الأنواع
يضم الرؤيس ثلاثة أنواع:
- Capitellum mariagalantae Hedges & Conn, 2012 – سقنقور ماري غالانتي
- Capitellum metallicum (Bocourt, 1879) – سقنقور مارتينيك الصغير
- Capitellum parvicruzae (Bocourt, 1879) – سقنقور سانتا كروز الصغير

تنبيه: تشير الأسماء العلمية التي بين قوسين إلى أن النوع في الأصل وصف في جنس آخر غير الرؤيس.